# سونديرلاند الشمالية (دائرة انتخابية في المملكة المتحدة)
سونديرلاند الشمالية (بالإنجليزية: Sunderland North)‏ هي إحدى الدوائر الانتخابية في المملكة المتحدة الممثلة في مجلس العموم في برلمان المملكة المتحدة.
عضو البرلمان الذي يمثلها حالياً هو :Bill Etherington (Lab).